# ReVere (bilmärke)
ReVere Motor Car Corporation var en amerikansk biltillverkare som byggde bilar i i Logansport, Indiana mellan 1917 och 1926. 

## Bildgalleri

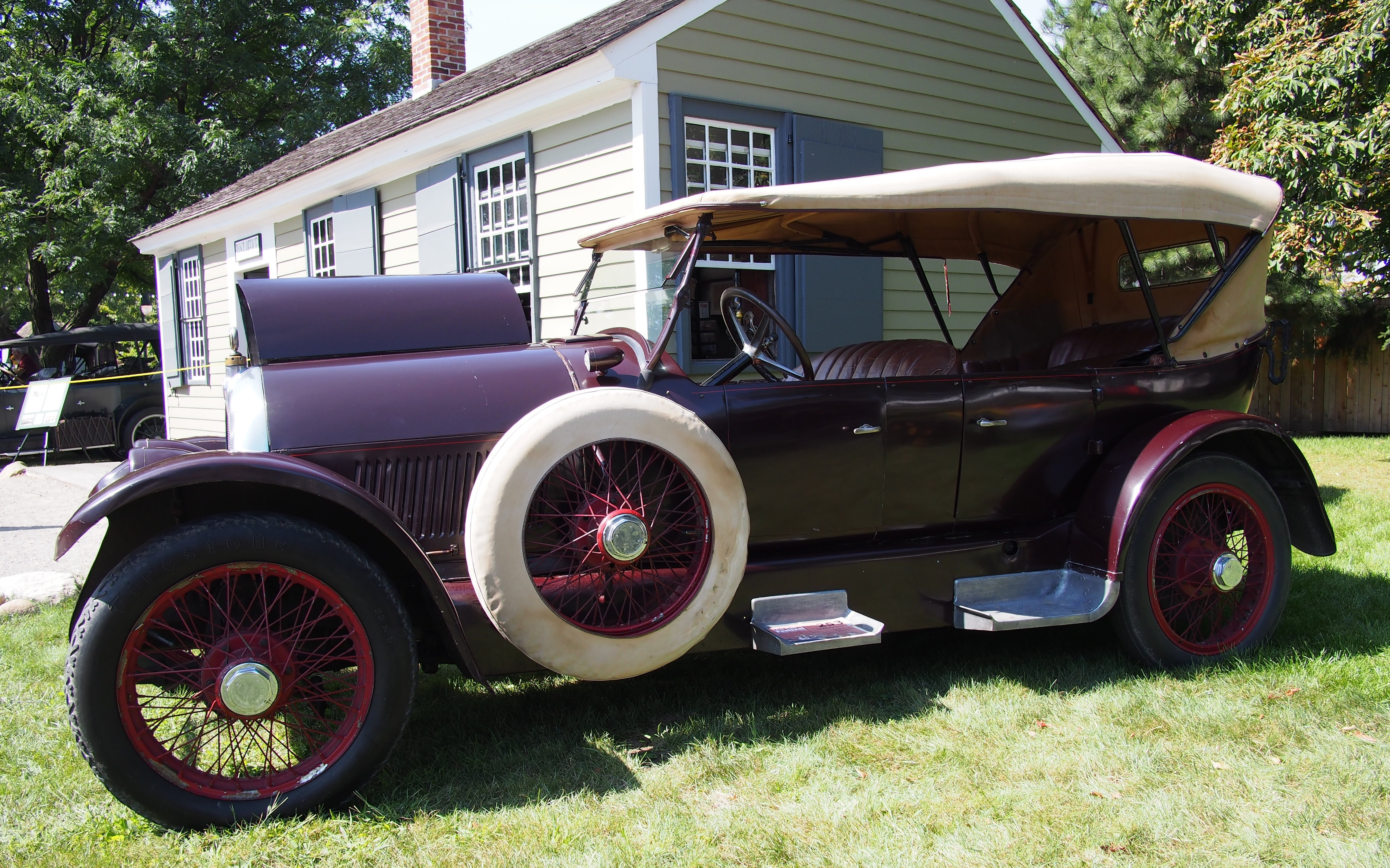
ReVere Model A 1920.
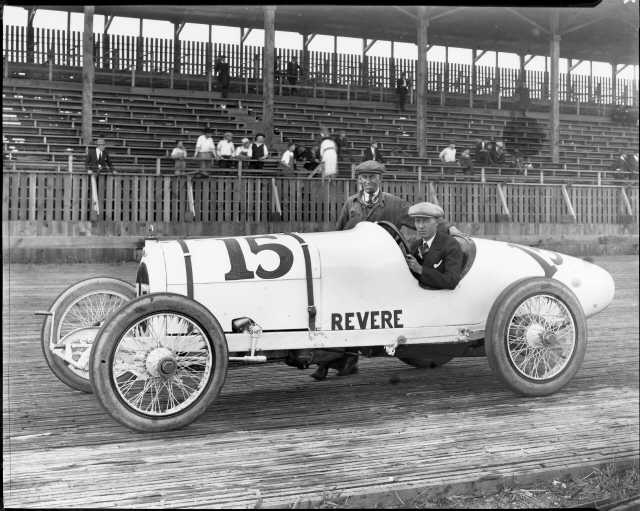
Eddie Hearne i sin ReVere 1920.